# Bartolomé de Mansilla
Bartolomé de Mansilla, fue un militar de origen español, partícipe de la conquista del Tucumán a mediados del siglo XVI, en el actual territorio de la República Argentina.

## Biografía
Se cree que nació en Extremadura, España. Fue uno de los primeros capitanes de la conquista de la actual Argentina. Ingresó al Tucumán con Juan Núñez de Prado a fines de 1549, y junto a él estuvo presente en las fundaciones de El Barco I, II y III en 1550, 1551 y 1552 respectivamente. También asistió al posterior traslado y cambio de nombre de ese último asiento, que en adelante se llamó Santiago del Estero, por obra de Francisco de Aguirre en 1553.
En 1556 fue con Hernán Mejía de Mirabal y otros cuatro compañeros hacia Copiapó, Chile, a solicitar a Francisco de Aguirre auxilios para Santiago del Estero. Arriesgando la vida, estos cinco capitanes cruzaron de ida y vuelta la Cordillera de los Andes por rutas ignotas, ásperas y fragosas, acosados por los aborígenes, por el hambre y el frío de aquellas alturas. Finalmente trajeron las provisiones esperadas, llegando en noviembre de 1556. Trajeron consigo las primeras plantas algodoneras y frutales junto con semillas de trigo y cebada.
En 1567 fue alcalde de Santiago del Estero. Asistió a la fundación de Córdoba en 1573.
En 1581, cuando se estaba juntando gente para fundar Salta, Mansilla, que era procurador general de la ciudad capital de la gobernación, pidió al gobernador Hernando de Lerma que no consintiese en llevar, ni llevase, toda la gente de la ciudad para la de Salta, porque la ciudad de Santiago del Estero se quedaría sola y desamparada. Debido a ese pedido, Lerma lo llamó “bellaco” y a quienes lo acompañaban. Lo mandó a prender y lo metió preso en compañía de negros, indígenas y mulatos, y lo liberó recién al cabo de varios días. Y como pena accesoria, lo envió a la fundación de Salta.
En 1582 fue alcalde nuevamente.